# 레이더 항법

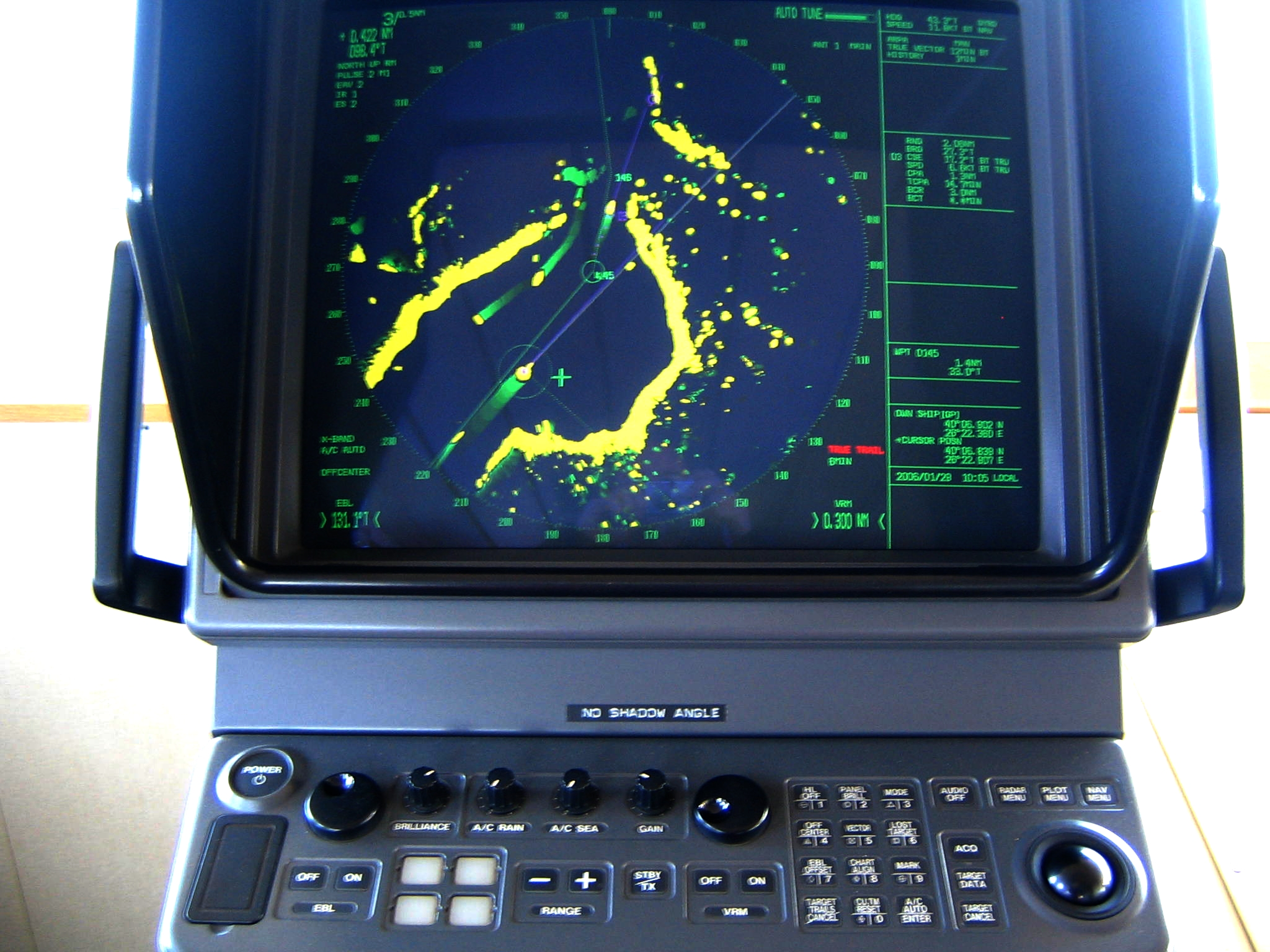
레이더 범위와 방위는 항해에 매우 유용할 수 있다.

레이더 항법(Radar navigation)은 선박 및 항공기 항법에 해상 및 항공 레이더 시스템을 활용하는 것이다. 선박이 육지 또는 특수 레이더 항법 보조 장비의 레이더 범위 내에 있을 때, 항해사는 해도에 표시된 대상까지의 거리와 방위를 측정하고 이를 사용하여 해도에 위치 호와 위치선을 설정할 수 있다. 레이더 정보만으로 구성된 고정을 레이더 고정(radar fix)이라고 한다.
레이더 고정에는 "단일 대상에 대한 거리 및 방위", "두 개 이상의 방위", "접선 방위", "두 개 이상의 거리"와 같이 비교적 쉽게 설명할 수 있는 방법이 있다.
평행 인덱싱은 윌리엄 버거가 1957년 저서 『레이더 관측자 핸드북』(The Radar Observer's Handbook)에서 정의한 기법이다. 이 기법은 선박의 진로와 평행하지만 좌우로 일정 거리만큼 오프셋된 선을 화면에 생성하는 것을 포함한다. 이 평행선을 통해 항해사는 위험 요소로부터 일정 거리를 유지할 수 있다.
일부 기법은 특수한 상황을 위해 개발되었다. "등고선법"으로 알려진 하나는 레이더 화면에 투명한 플라스틱 템플릿을 표시하고 해도로 옮겨 위치를 고정하는 것이다.
프랭클린 연속 레이더 플롯 기법으로 알려진 또 다른 특수 기법은 선박이 계획된 항로를 유지할 경우 레이더 화면에 레이더 물체가 따라야 할 경로를 표시하는 것이다. 항해 중 항해사는 PIP(점선)이 그려진 선 위에 있는지 확인하여 선박의 항로를 확인할 수 있다.
레이더 플롯 기법을 완료한 후, 레이더 이미지는 프레임 그래버를 사용하여 컴퓨터 모니터에 표시, 캡처 또는 기록할 수 있다.

## 같이 보기
- 천문항법
- 추측 항법
- 도플러 레이더
- 갈릴레오 (항법 시스템)
- 측지계
- 폴리네시아 항법
- 전파항법